# Tiempo real duro
Tiempo real duro es una forma de referirse a los sistemas y tareas cuyo fin o respuesta se produce antes de un tiempo estipulado.
Se usa en los sistemas informáticos que realizan funciones cuyos resultados han de recibirse dentro de un tiempo razonable para no entorpecer o paralizar el funcionamiento del conjunto.